# Mehmed Džemaluddin Čaušević
Mehmed Džemaludin Čaušević (serb. Мехмед Џемалудин Чаушевић, arab. مُحَمَّدٌ جَمَالُ‌الدِّينِ أف. چاۆشه‌وٖىݘ, ur. 28 grudnia 1870 w Arapušy, zm. 28 marca 1938 w Sarajewie) – bośniacki imam, Wielki Mufti Bośni w latach 1913–1930, uważany za duchowego przywódcę Bośniaków.

## Życiorys

### Młodość
Mehmed Džemaludin Čaušević urodził się 28 grudnia 1870 r. w Arapušy. Wkrótce po urodzeniu zmarła jego matka, więc jego wychowaniem zajęli się jego ojciec i dziadek, dzięki którym Mehmed uzyskał wykształcenie podstawowe. Naukę kontynuował w medresie w Bihaciu. Szkoła miała również internat. Według ówczesnego systemu oświaty trzon programu edukacyjnego stanowił język arabski, turecki i perski, nauki teologiczno-prawne oraz filozofia. Čaušević uczył się tam również matematyki, fizyki, historii, geografii i nauk przyrodniczych. Za bardzo wysokie wyniki w nauce został polecony na dalszą naukę w Stambule, w którym przebywał w latach 1887–1903. Ukończył tam wydział prawa i równolegle uczył się perskiego oraz angażował w życie religijne i społeczne. Jako student podróżował po islamskich miastach; odwiedził między innymi Kair, Jerozolimę, Damaszek oraz Ankarę. Po ukończeniu studiów w Stambule, choć zaproponowano mu tam dobrą posadę, powrócił do Bośni i we wrześniu 1903 r. został nauczycielem języka arabskiego w jednym z sarajewskich gimnazjów.

### Stanowisko Wielkiego Muftiego Bośni
Został wybrany na reis-al-ulema (Wielkiego Muftiego Bośni) w 1913 r. i na tym stanowisku pozostał do 1930 r. Po objęciu tego stanowiska zaczął reformować szkolnictwo w Bośni; już od 1905 r. odwiedzał bośniackie szkoły, by ocenić ich sytuację. W wielu aspektach (np. religijnym, społeczno-politycznym i gospodarczym) widział zacofanie słabo lub w ogóle niewykształconej ludności muzułmańskiej, oraz dużą społeczną i ekonomiczną przepaść między nielicznymi bogatymi ludźmi a zdecydowaną większością biednych rodzin muzułmańskich. Čaušević, mając zamiar poprawić sytuację Boszniaków, zaplanował reformę społeczeństwa; jego pierwszym konkretnym krokiem była reforma alfabetu. Był świadomy, że większość Boszniaków nie chce zrezygnować z alfabetu arabskiego, więc zreformował go na potrzeby pisania w języku bośniackim poprzez wprowadzenie palatali đ, nj, lj, ć oraz samogłosek o, i, e. Następnie przetłumaczył Koran na język bośniacki.
Čaušević winił środowiska konserwatywne za zacofanie, które oddalało społeczeństwo od nowoczesnych europejskich obyczajów. Był przez islamskich konserwatystów krytykowany, ponieważ według nich modernizacja stoi na przeszkodzie wierze islamskiej i jej zasadom. Islamscy konserwatyści obawiali się także studiowania „niewiernych” nauk, uważając je za bardzo niebezpieczne i śmiertelne dla muzułmanina. Mimo to, Čaušević kładł nacisk na edukację młodych ludzi i często przypominał im, jak ważna jest edukacja. Był również znany z popierania równouprawnienia kobiet oraz ich udziału w życiu publicznym.

### Życie w Jugosławii
Wkrótce po jego nominacji na stanowisko Wielkiego Muftiego Bośni rozpoczęła się I wojna światowa. 24 lipca 1914 r. wydał Bośniakom odezwę, w której zaznaczył, że działanie muzułmanów przeciwko ludności serbskiej może nieść ze sobą negatywne konsekwencje. Gdy po I wojnie światowej Bośnia była już częścią nowo utworzonego Królestwa SHS, Čaušević kontynuował swoją działalność, a król Piotr I uznał go za duchowego przywódcę Bośni.
Był przeciwny likwidacji autonomii religijnej w Bośni przez ówczesnego jugosłowiańskiego ministra sprawiedliwości Milana Srškicia w 1929 r. Skutkowało to odejściem Čauševicia na emeryturę w 1930. Jego reformy nie podobały się jugosłowiańskim władzom.

### Śmierć
Zmarł 28 marca 1938 r. i został pochowany w jednym z meczetów w Sarajewie.